# باس دوست
باس دوست (هلندی: Bas Dost؛ زادهٔ ۳۱ مهٔ ۱۹۸۹) بازیکن فوتبال اهل هلند است که در پست مهاجم بازی می‌کند.
وی در فروردین ۱۳۹۴ توسط مؤسسه CIES به عنوان سومین مهاجم خطرناک جهان در سه ماه نخست سال ۲۰۱۵ انتخاب شد.